# فرانسيسكو تاتاد
فرانسيسكو تاتاد (بالإنجليزية: Francisco Tatad)‏ (و. 1939 – م) هو صحفي من الفلبين .